# Andrea Cagnano
Andrea Cagnano (Cantù, 17 giugno 1998) è un calciatore italiano, difensore dell'Avellino.

## Carriera
Cresciuto nel settore giovanile dell'Inter, con cui ha vinto un Campionato Primavera, il 18 luglio 2017 viene ceduto a titolo temporaneo al Santarcangelo, con cui il 24 novembre seguente segna la prima rete tra i professionisti, in occasione dell'incontro perso per 1-2 contro la Feralpisalò.
Il 31 gennaio 2018 si trasferisce al Pisa; il 5 luglio seguente passa, sempre in prestito, alla Pistoiese. Il 19 luglio 2019 viene acquistato dal Novara, con cui firma un triennale; rimasto svincolato dopo il fallimento del club piemontese, il 12 agosto 2021 viene tesserato con un biennale dal Como.
Il 18 luglio 2023 passa al Südtirol, con cui si lega fino al 2026.
Il 31 gennaio 2025 passa all'Avellino, a titolo temporaneo con obbligo di trasformazione in definitivo al verificarsi di determinate condizioni.

## Statistiche

### Presenze e reti nei club
Statistiche aggiornate al 10 maggio 2025.
| Stagione        | Squadra         | Campionato      | Campionato | Campionato | Coppe nazionali | Coppe nazionali | Coppe nazionali | Coppe continentali | Coppe continentali | Coppe continentali | Altre coppe | Altre coppe | Altre coppe | Totale | Totale |
| Stagione        | Squadra         | Comp            | Pres       | Reti       | Comp            | Pres            | Reti            | Comp               | Pres               | Reti               | Comp        | Pres        | Reti        | Pres   | Reti   |
| --------------- | --------------- | --------------- | ---------- | ---------- | --------------- | --------------- | --------------- | ------------------ | ------------------ | ------------------ | ----------- | ----------- | ----------- | ------ | ------ |
| 2017-gen. 2018  | Santarcangelo   | C               | 13         | 1          | CI-C            | 2               | 0               | -                  | -                  | -                  | -           | -           | -           | 15     | 1      |
| gen.-giu. 2018  | Pisa            | C               | 3          | 0          | CI+CI-C         | -               | -               | -                  | -                  | -                  | -           | -           | -           | 3      | 0      |
| 2018-2019       | Pistoiese       | C               | 34         | 0          | CI+CI-C         | 1+1             | 0               | -                  | -                  | -                  | -           | -           | -           | 36     | 0      |
| 2019-2020       | Novara          | C               | 24+4       | 1          | CI-C            | 0               | 0               | -                  | -                  | -                  | -           | -           | -           | 28     | 1      |
| 2020-2021       | Novara          | C               | 30         | 1          | CI              | 2               | 0               | -                  | -                  | -                  | -           | -           | -           | 32     | 1      |
| Totale Novara   | Totale Novara   | Totale Novara   | 54+4       | 1          |                 | 2               | 0               |                    | -                  | -                  |             | -           | -           | 60     | 2      |
| 2021-2022       | Como            | B               | 26         | 0          | CI              | 0               | 0               | -                  | -                  | -                  | -           | -           | -           | 26     | 0      |
| 2022-2023       | Como            | B               | 13         | 0          | CI              | 1               | 0               | -                  | -                  | -                  | -           | -           | -           | 14     | 0      |
| Totale Como     | Totale Como     | Totale Como     | 39         | 0          |                 | 1               | 0               |                    | -                  | -                  |             | -           | -           | 40     | 0      |
| 2023-2024       | Südtirol        | B               | 22         | 0          | CI              | 1               | 0               | -                  | -                  | -                  | -           | -           | -           | 23     | 0      |
| 2024-gen. 2025  | Südtirol        | B               | 3          | 0          | CI              | 0               | 0               | -                  | -                  | -                  | -           | -           | -           | 3      | 0      |
| Totale Südtirol | Totale Südtirol | Totale Südtirol | 25         | 0          |                 | 1               | 0               |                    | -                  | -                  |             | -           | -           | 26     | 0      |
| gen.-giu. 2025  | Avellino        | C               | 12         | 1          | -               | -               | -               | -                  | -                  | -                  | SC-C        | 2           | 0           | 14     | 1      |
| Totale carriera | Totale carriera | Totale carriera | 180+4      | 4          |                 | 8               | 0               |                    | -                  | -                  |             | 2           | 0           | 194    | 4      |

## Palmarès

### Club

#### Competizioni nazionali
- Serie C: 1

Avellino: 2024-2025 (girone C)

#### Competizioni giovanili
- Campionato Primavera: 1

Inter: 2016-2017